# Манито (Илиноис)
Манито (енгл. Manito) град је у америчкој савезној држави Илиноис.

## Демографија
По попису из 2010. године број становника је 1.642, што је 91 (-5,3%) становника мање него 2000. године.
| Група             | 2000.         | 2010.         |
| Белци             | 1.713 (98,8%) | 1.585 (96,5%) |
| Афроамериканци    | 4 (0,2%)      | 5 (0,3%)      |
| Азијати           | 3 (0,2%)      | 13 (0,8%)     |
| Хиспаноамериканци | 5 (0,3%)      | 22 (1,3%)     |
| Укупно            | 1.733         | 1.642         |